# Woldemar Carl von Daehn

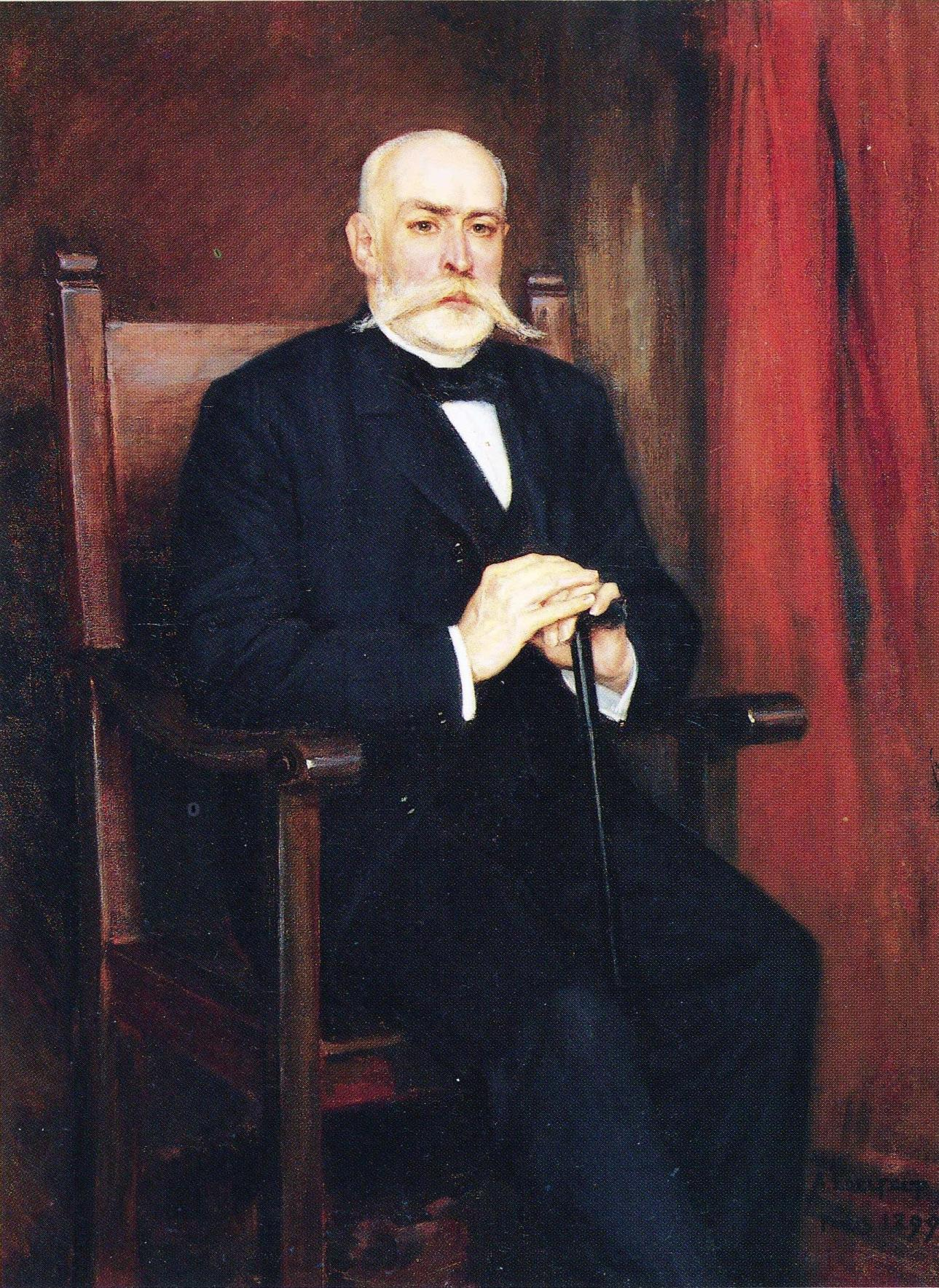
Målning av Albert Edelfelt.

Woldemar Carl von Daehn, född 20 februari 1838 i Sippola, död 28 december 1900 i Rom, var en finländsk politiker.
Daehn blev officer i finska armén 1855, och fick senare transport till den ryska, där han 1869 blev överste. Efter att skadats genom en olyckshändelse måste han lämna militärtjänsten och övergå i civil statstjänst. 1882 blev han guvernör i Viborgs län, 1885 senator och chef för civilexpeditionen samt 1891 ministerstatssekreterare. Som sådan visade han sig först undfallande gentemot den ryska regeringens russifieringsförsök i Finland, då han ej ville förvärra landets ställning genom att sätta hårt mot hårt. 1898 föll han dock i onåd och måste ta avsked.